# ابوالفتح نیکنام
ابوالفتح نیکنام (زادهٔ ۱۳۲۶ در تنکابن) نمایندهٔ حوزهٔ انتخابیهٔ تنکابن و رامسر در دورهٔ هشتم مجلس شورای اسلامی بوده‌است. وی پیش‌تر در دورهٔ چهارم نیز عضو این مجلس بود. نیکنام همچنین در سال ۱۳۸۹ رئیس مجمع نمایندگان استان مازندران بود.